# Barracudafiskar
Barracudafiskar (Sphyraenidae) är en familj i ordningen abborrartade fiskar med ett enda släkte, Sphyraena, och 27 kända arter.

## Kännetecken
Barracudafiskar har strömlinjeformade, cylindriska och långsträckta kroppar, ofta med silveraktiga fjäll. Hos en del arter finns mörkare tvärgående band över ryggen och på kroppens sidor. Ett karakteristiskt drag är också en framför överkäken utstickande och mycket kraftig underkäke, och eftersom barracudafiskarna alla är rovfiskar, är käkarna också försedda med rader av vassa tänder.
Barracudafiskar har också stora ögon och gälar som inte är väl synliga, två ryggfenor med ett väl tilltaget avstånd mellan, förhållandevis lågt ansatta bröstfenor, en analfena och två bukfenor, kluven stjärtfena och tydlig sidolinje.
Det finns både ganska små arter, med en längd på bara något över 20 centimeter, och större arter som kan nå en längd på omkring 165cm.

## Utbredning
Barracudafiskar förekommer i tropiska och subtropiska områden i Atlanten, Stilla havet, Indiska oceanen, Medelhavet och Svarta havet. Som fullvuxna är de uteslutande marina, men yngre fiskar kan också hålla till i bräckt vatten, till exempel vid flodmynningar. I Europa finns endast en art, barracudan (Sphyraena sphyraena).

## Levnadssätt
Barracudafiskar är rovfiskar, som jagar andra fiskar. De mindre arterna tar mindre byten än de större arterna, och yngre fiskar tar också mindre byten än äldre och större fiskar av samma art. Ofta jagar de i stim, särskilt som unga, men fullvuxna individer kan också leva och jaga ensamma. Fortplantningen är för flertalet arter relativt okänd, men sker vanligen i öppet vatten.
Några av de större arterna har rykte om sig att vara farliga för människor, och rapporter om att barracudor har attackerat dykare finns exempelvis från Karibien. Varför de gör detta är inte helt klart, även det finns olika teorier, till exempel att de är nyfikna och attraheras av dykarnas rörelser. De vassa tänderna kan orsaka allvarliga sår, vilket kan leda till stor blodförlust. En barracuda hugger dock oftast bara en gång och simmar sedan bort.
Vissa arter, särskilt de större, är även attraktiva fångster för sportfiskare. Som matfiskar är barracudafiskar dock inte alltid så lämpliga, då de vanligen hör till  näringskedjornas toppredatorer och ciguatoxinförgiftning vid förtäring av vissa barracudafiskar kan förekomma.

## I kulturen
I Disney Pixarfilmen Hitta Nemo var det en barracudafisk som dödade Nemos mamma.

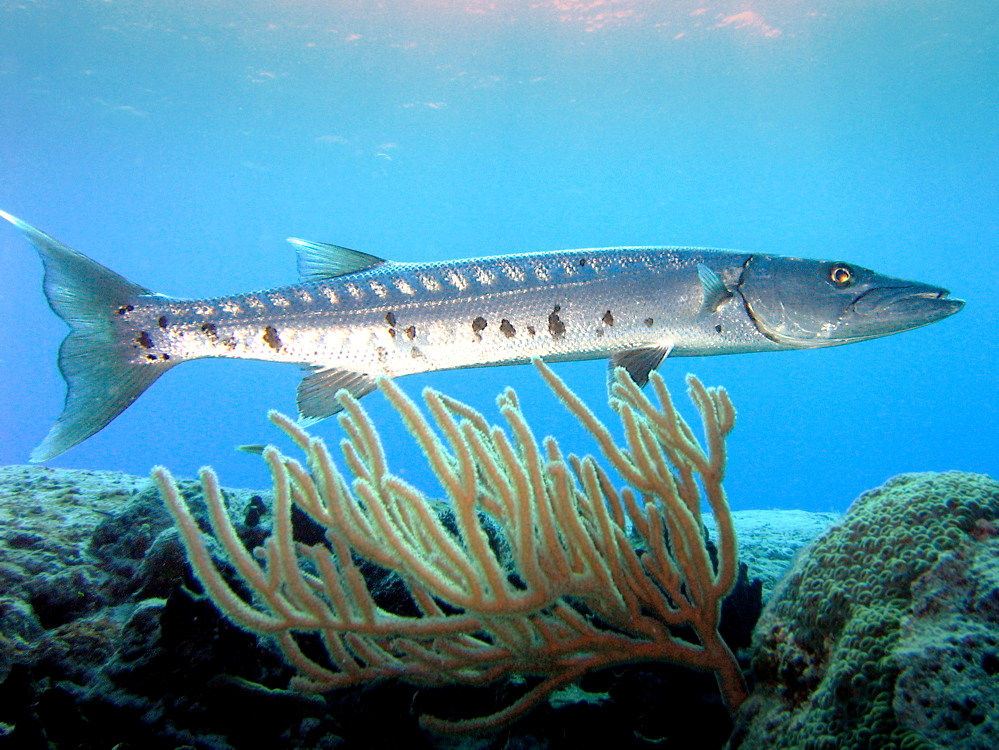
Sphyraena barracuda
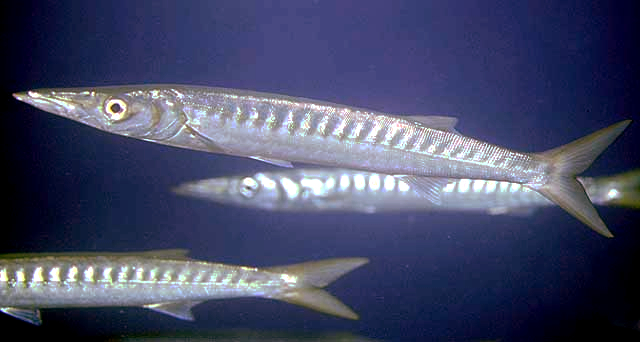
Sphyraena viridensis